# 福井バイパス
福井バイパス（ふくいバイパス）は、福井県あわら市笹岡から同県越前市塚原町（つかばらちょう）に至る、国道8号のバイパス道路である。

## 概要

### 道路諸元

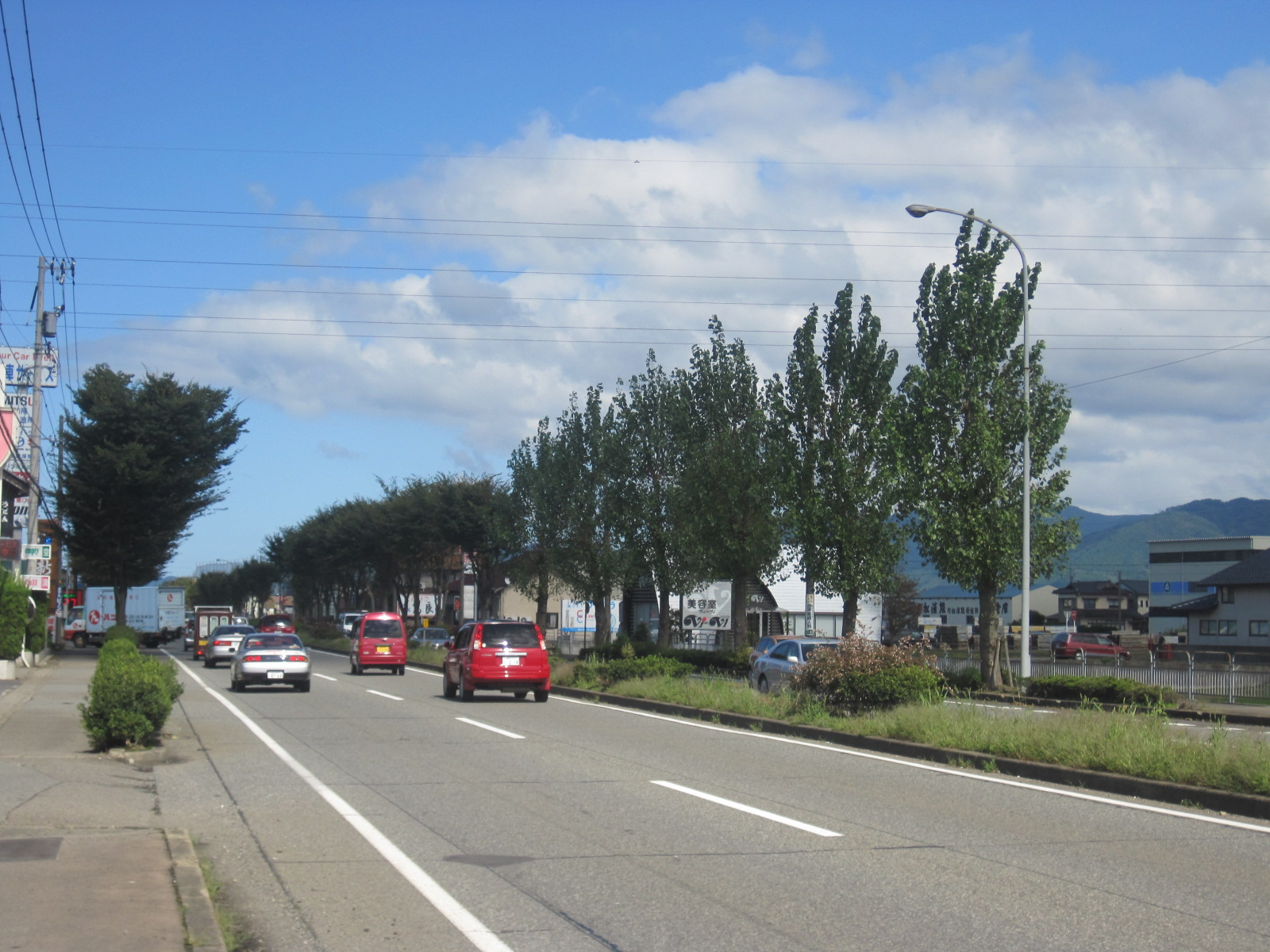
福井バイパス（福井県坂井市）

- 起点：福井県あわら市笹岡[1][2][3][4]
- 終点：福井県越前市塚原町[1][2][3]
- 延長：42.2 km[2][3]
- 道路規格：第3種第1級[1]
- 標準道路幅員：28.0 m
- 車線数：4車線[1]
- 車線幅員：3.5 m
- 設計速度：80 km/h
- 全体事業費：約1,005億円

### 概説
事業前の国道8号は、福井市、鯖江市、武生市（現在の越前市）といった都市の市街中心部を南北に縦貫しており、通過交通と地域内交通の棲み分けを図るため計画、福井市を主会場とする第23回国民体育大会（親切国体）に間に合わせるべく、開催2年前の1966年に工事に着手した。
全体延長が長いため工事は9つの工区に分けて行われた。2018年9月1日、用地の取得が難航した関係で時間を要し、未開通だったあわら市笹岡から坂井市丸岡町玄女にかけての5.4 kmが開通したことにより、42.2 kmの全線が開通した。1回目の福井国体である第23回国民体育大会（親切国体）を機に初めての区間が供用、2回目の福井国体である第73回国民体育大会（福井しあわせ元気国体）の開催前に最後の区間が供用となり、途中で事業区間自体が追加されてはいるものの、初めての区間が完成してから全区間の完成までに、2度の国体を挟む50年を要する結果になった。なお、主要道路との交差部分は立体交差となっている場所もあり、国道158号との交差地点では1.1 kmに渡って側道の真ん中に高架道路が続いている。また、本線部法定最高速度は全区間で60 km/hとなっている。
軽車両・歩行者は本線の高架橋部や一部の跨線橋部を通行できないが、側道やそれに接続するスロープ付き階段あるいは歩道橋を利用してほぼ全区間通行でき、唯一並行経路がなく北陸本線を跨ぐ鯖江高架橋区間（長泉寺交差点 - 柳町交差点、0.8 km）は若干の迂回が必要となる（福井県道18号鯖江美山線新出跨道橋の側道アンダーパス、もしくは市道の土手川踏切を利用する）。

## 歴史
自治体名は当時の名称で記載。
- 1966年度（昭和41年度） - 坂井郡金津町瓜生[1] - 武生市塚原町間の38.0 km事業化[8]。
- 1973年（昭和48年）4月23日 - 坂井郡丸岡町今福 - 福井市大土呂間が供用開始[9]。
- 1990年度（平成2年度） - 坂井郡金津町笹岡 - 坂井郡丸岡町玄女間の5.4 kmを追加事業化[1]。同時に、坂井郡金津町瓜生 - 坂井郡丸岡町玄女間の1.2 kmをバイパス経路から除外（福井バイパスと現道との連絡道扱いに）。
- 1990年（平成2年）3月20日 - 鯖江市・武生市の区間が全線開通[10][11]、4車線での供用を開始[12]。
- 1993年（平成5年）3月2日 - 当初の事業区間が供用開始となり全線開通[1][13][14]。
- 1995年（平成7年）3月30日 - 坂井郡丸岡町一本田以南の4車線化が完成[15]。
- 2009年（平成21年） - 坂井市丸岡町玄女以南の4車線化が完成。
- 2018年（平成30年）9月1日  - あわら市笹岡 - 坂井市丸岡町玄女間が暫定2車線で開通し[3][4][5][7]、福井バイパス全線開通[2][3][16][17]。
- 2019年度（平成31年度・令和元年度） - 起点側で現道拡幅事業である金津道路が事業化[18]。
- 以後、あわら市笹岡 - 坂井市丸岡町玄女の4車線化事業中。事業再評価計算参考資料における完成予定時期は2029年度（令和11年度）。

## 交差する道路

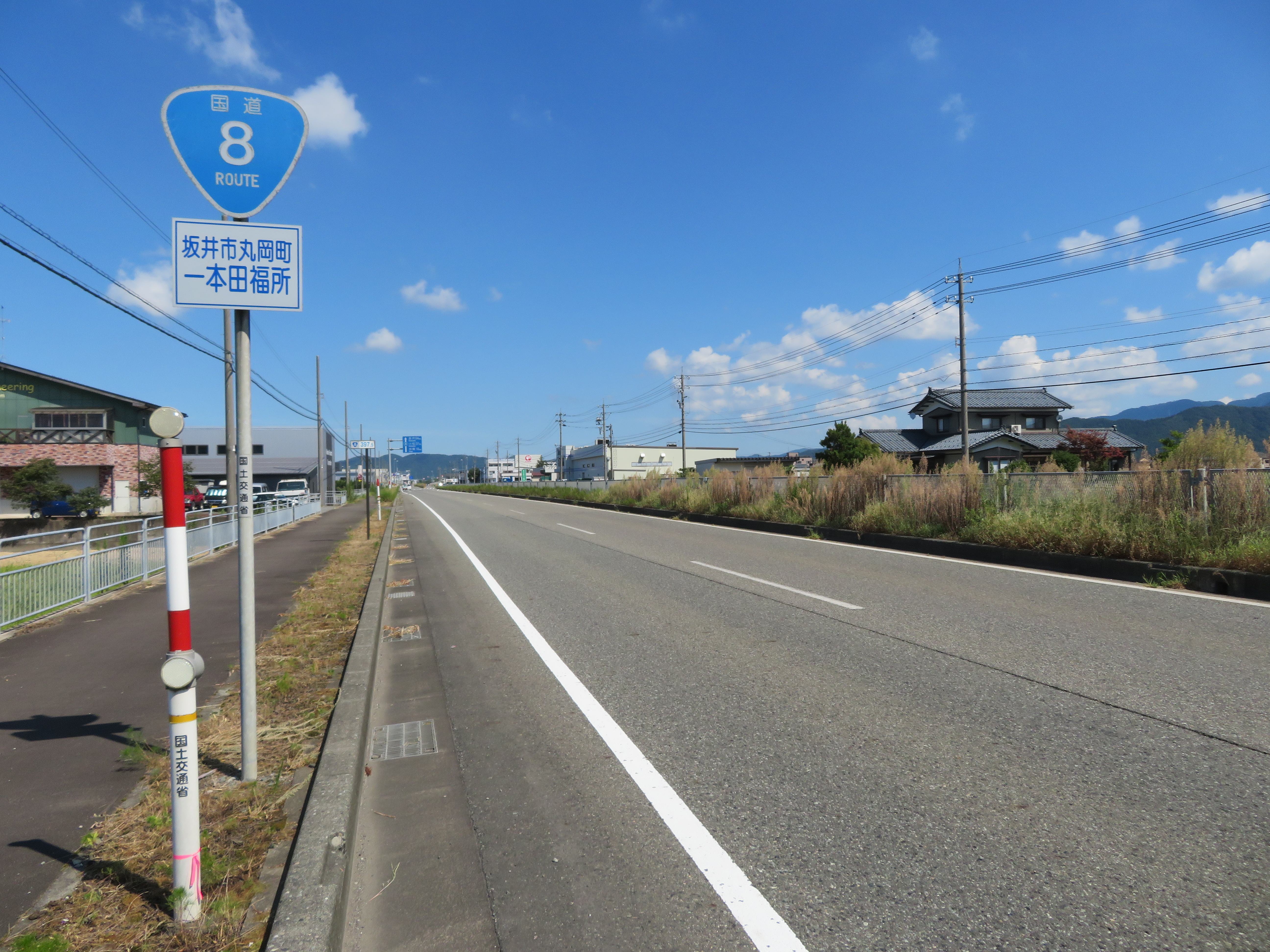
坂井市丸岡町一本田福所付近
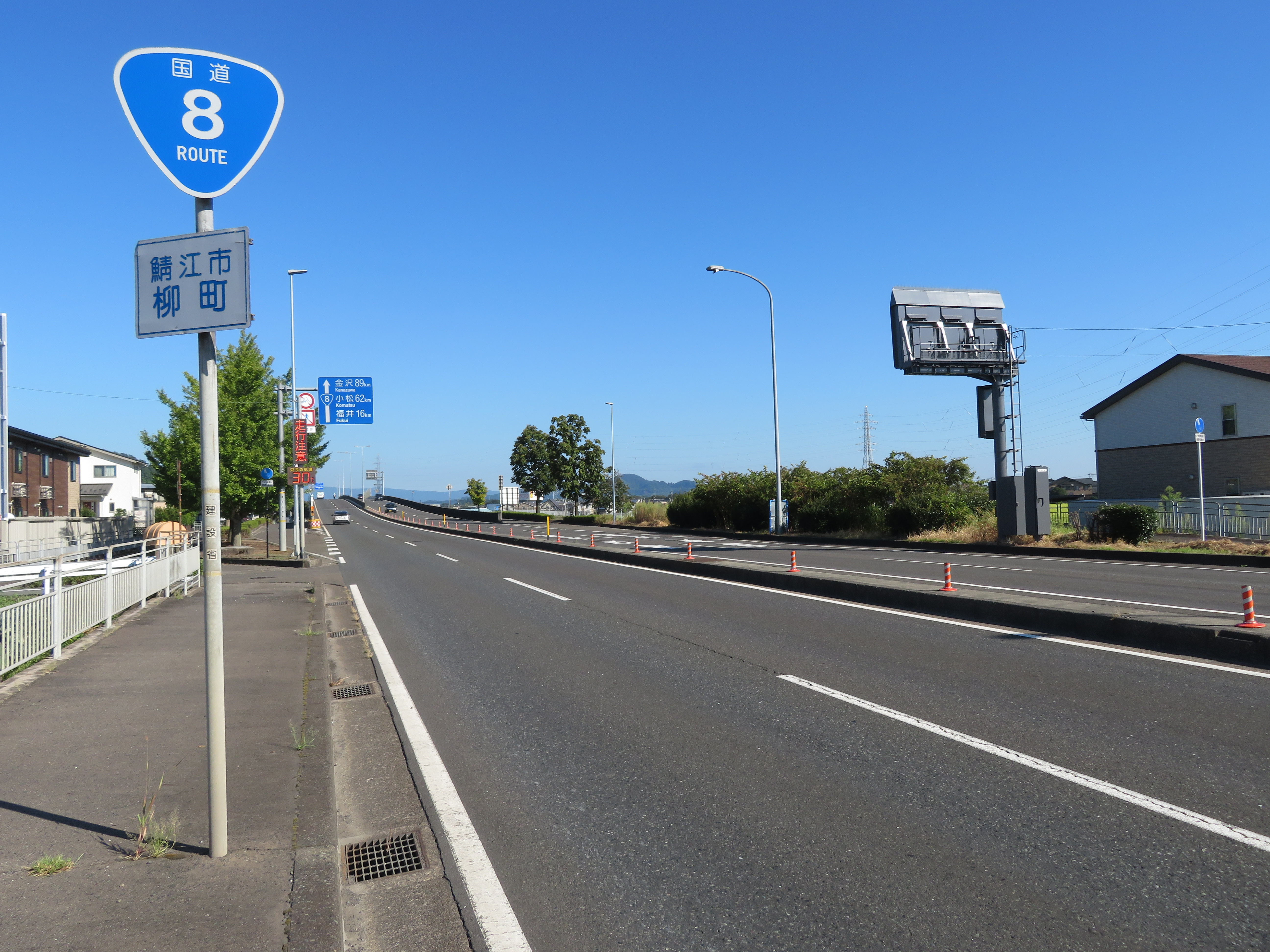
鯖江市柳町付近

- 上側が起点側、下側が終点側。左側が上り側、右側が下り側。
- 交差する道路は、県道以上の道路および立体交差をするもしくは立体交差をする計画の道路。特記がないものは市町道。

| 交差する道路など                                     | 交差する道路など                         | 交差する場所 | 交差する場所 | 交差する場所 | 備考 |
| ---------------------------------------------------- | ---------------------------------------- | ------------ | ------------ | ------------ | --- |
| 国道8号（金津道路）小松・金沢方面                    |                                          |              |              |              | |
|                                                      | 福井県道272号金津丸岡線                  | あわら市     | 笹岡         | 笹岡         | 分岐する県道は旧国道。 |
| 福井県道123号芦原温泉停車場北野線                    | 福井県道110号北野松岡線                  | あわら市     | 北野         | 北野         | あわら市街地・芦原温泉方面 |
| 福井県道159号長畑金津線                              |                                          | あわら市     | 東田中       | 東田中       | |
|                                                      | 福井県道272号金津丸岡線                  | 坂井市       | 玄女         | 玄女         | ここより北の開通をもって全線開通。 全線開通により当バイパスから外れたあわら市瓜生方面が分岐。                                            |
| 福井県道9号芦原丸岡線                                | 福井県道17号勝山丸岡線                   | 坂井市       | 一本田福所   | 一本田福所   | あわら市街地方面 |
| 福井県道10号丸岡川西線                               | 福井県道10号丸岡川西線                   | 坂井市       | 一本田       | 一本田       | 坂井市坂井町、同三国町方面 |
| 福井県道30号福井丸岡線                               | 福井県道147号瓜生今福線                  | 坂井市       | 今福高架橋   | 今福         | 交差する両県道は旧国道。 南行側道から福井丸岡線へ、瓜生今福線から北行側道へは接続していない。 次の八ツ口交差点から丸岡インター線を利用。 |
| 福井県道38号丸岡インター線                           | 福井県道38号丸岡インター線               | 坂井市       | 今福高架橋   | 八ツ口       | 丸岡IC方面 |
| 福井県道160号板倉高江線                              | 福井県道160号板倉高江線                  | 坂井市       | 安田第2      | 安田第2      | 坂井市春江町方面 |
| 福井県道112号栃神谷鳴鹿森田線                        |                                          | 坂井市       | 上安田       | 上安田       | 羽崎交差点まで県道112号が重複 |
|                                                      | 福井県道112号栃神谷鳴鹿森田線            | 坂井市       | 羽崎         | 羽崎         | 永平寺町松岡方面 |
| 九頭竜川                                             | 九頭竜川                                 | 坂井市       | 福井大橋     | 福井大橋     | |
| 福井県道111号舟橋松岡線                              | 福井県道111号舟橋松岡線                  | 福井市       | 大和田       | 大和田       | |
| 国道416号 〈藤島通り〉                               | 国道416号 〈藤島通り〉                   | 福井市       | 新保         | 新保         | 福井北IC（北陸道）、松岡IC（中部縦貫道）方面                                                                                             |
| 福井県道128号福井停車場米松線                        |                                          | 福井市       | 丸山         | 丸山         | ここから〈東環状線〉との重複区間 |
| 福井県道114号吉野福井線 〈さくら通り〉               | 福井県道114号吉野福井線 〈さくら通り〉   | 福井市       | 米松         | 米松         | 福井市街地方面 |
| 福井県道・石川県道5号福井加賀線 〈城の橋通り〉       | 国道158号                                | 福井市       | 淵上高架橋   | 西方         | 福井市街地、福井IC、大野市方面 |
| 福井県道178号篠尾出作線                              | 福井県道178号篠尾出作線                  | 福井市       | 淵上高架橋   | 和田         | |
| 福井県道242号勝見稲津線                              | 福井県道242号勝見稲津線                  | 福井市       | 足羽大橋北詰 | 足羽大橋北詰 | 旧国道158号 |
| 足羽川                                               | 足羽川                                   | 福井市       | 足羽大橋     | 足羽大橋     | |
| 福井県道116号徳光福井線 〈板垣橋通り〉               | 福井県道180号東郷福井線                  | 福井市       | 板垣         | 板垣         | 福井県立図書館、一乗谷方面 |
| 花堂駅方面                                           | 福井県道116号徳光福井線                  | 福井市       | 産業会館     | 産業会館     | |
| 福井県道182号三尾野別所線                            |                                          | 福井市       | 大町         | 大町         | ここまで〈東環状線〉との重複区間 |
| 福井県道181号東郷麻生津線                            | 福井県道181号東郷麻生津線                | 福井市       | 下河北       | 下河北       | |
| 福井県道32号清水美山線                               | 福井県道32号清水美山線                   | 福井市       | 大土呂       | 大土呂       | |
| 福井県道191号鯖江浅水線                              | 福井県道191号鯖江浅水線                  | 福井市       | 末広第二     | 末広第二     | |
| 福井県道185号鯖江清水線 〈文珠近松通り〉             | 福井県道208号徳光鯖江線 〈文珠近松通り〉 | 鯖江市       | 御幸         | 御幸         | 越前町（朝日）方面 |
| 福井県道189号青野鯖江線 〈吉川橋通り〉               |                                          | 鯖江市       | 鯖江警察署前 | 鯖江警察署前 | 越前町（朝日）方面 |
| 〈元三大師通り〉                                     | 福井県道18号鯖江美山線                   | 鯖江市       | 長泉寺       | 長泉寺       | |
|                                                      | 福井県道39号鯖江インター線               | 鯖江市       | 柳町         | 柳町         | 鯖江IC方面 |
| 国道417号 〈嚮陽通り〉                               | 国道417号 〈嚮陽通り〉                   | 鯖江市       | 東鯖江       | 東鯖江       | 鯖江市街地、越前町（宮崎、織田）方面 |
| 福井県道194号西尾鯖江停車場線                        | 福井県道194号西尾鯖江停車場線            | 鯖江市       | 五郎丸       | 五郎丸       | |
| 福井県道229号福井鯖江線                              |                                          | 鯖江市       | サンドーム北 | サンドーム北 | |
| 福井県道212号寺武生線                                |                                          | 越前市       | 馬上免       | 馬上免       | |
| 福井県道2号武生美山線                                | 福井県道2号武生美山線                    | 越前市       | 横市         | 横市         | 越前市街地、池田町方面 |
|                                                      | 福井県道40号武生インター線               | 越前市       | 葛岡         | 葛岡         | 武生IC方面 |
|                                                      | 福井県道269号越前たけふ駅線              | 越前市       | （大屋町）   | （大屋町）   | 道の駅越前たけふ、越前たけふ駅、武生IC方面                                                                                               |
| 福井県道19号武生米ノ線                               | 福井県道201号菅生武生線                  | 越前市       | 庄田         | 庄田         | 越前町（越前）、池田町方面 |
| 福井県道136号帆山王子保停車場線                      | 福井県道136号帆山王子保停車場線          | 越前市       | 向新保       | 向新保       | |
| 日野川                                               | 日野川                                   | 越前市       | 武生大橋     | 武生大橋     | |
|                                                      | 国道365号                                | 越前市       | 行松高架橋   | 行松         | 南越前町、木ノ芽峠トンネル方面 ここから塚原交差点まで国道365号重複                                                                       |
| 福井県道28号福井朝日武生線                           | 国道8号 敦賀・長浜方面                   | 越前市       | 塚原         | 塚原         | 分岐する県道は旧国道 |
| 国道365号（旧丹南広域農道） 越前町（宮崎、織田）方面 |                                          |              |              |              | |

- 坂井市丸岡町一本田福所付近
- 鯖江市柳町付近

## 接続するバイパスの位置関係
（敦賀方面） - 8号防災 - 現道 -  福井バイパス - 現道（金津道路） - 牛ノ谷道路 - 現道 - 小松バイパス - （金沢方面）

## 沿道にある主な施設等
- 福井新聞（福井市大和田二丁目）
- フェアモール福井（福井市大和田二丁目） - 県内最大規模のショッピングセンター。
- 福井市中央卸売市場（福井市大和田一丁目） - 現在のフェニックス・プラザから移転。
- ワイプラザ新保店（福井市新保北一丁目） - 大型スーパー、ホームセンター。
- パリオCITY（福井市松城町） - ショッピングセンター。
- 福井県産業会館（福井市下六条町） - コンベンション・センター。
- ハーモニーホールふくい（福井市今市町） - 県内初の音楽専用ホール。
- アル・プラザ鯖江（鯖江市下河端町） - 大型スーパー。シネマコンプレックス併設。
- サンドーム福井（越前市瓜生町） - 1万人収容可能な多目的アリーナ。1995年世界体操競技選手権の会場としても使用。
- エスカモール武生楽市（越前市横市町） - ショッピングセンター。

## その他
旧国道8号のうち、福井市域全線（現在は福井県道30号福井丸岡線、福井県道・石川県道5号福井加賀線、福井県道28号福井朝日武生線、同229号福井鯖江線、同32号清水美山線の各一部で構成）には「フェニックス通り」の愛称があるほか、同市田原-みのりには福井鉄道福武線との併用区間がある。